# Eugnathia
Eugnathia is een geslacht van vlinders van de familie Uilen (Noctuidae), uit de onderfamilie Acontiinae.

## Soorten
- E. albicostalis Leech, 1889
- E. albisecta Warren, 1913
- E. apiciplaga Warren, 1913
- E. cithara Swinhoe, 1902
- E. consors Warren, 1913
- E. diagonalis Hampson, 1910
- E. diversalis Walker, 1865
- E. jugosa Swinhoe, 1902
- E. longipalpis Walker, 1865
- E. lunifera Moore, 1885
- E. marmorea Lower, 1903
- E. pictipennis Hampson, 1893
- E. pulcherrima Butler, 1897
- E. purpureogrisea Warren, 1913
- E. roseoliva Warren, 1913
- E. semicervina Warren, 1913
- E. zenia Swinhoe, 1902